# Matteo Civitali

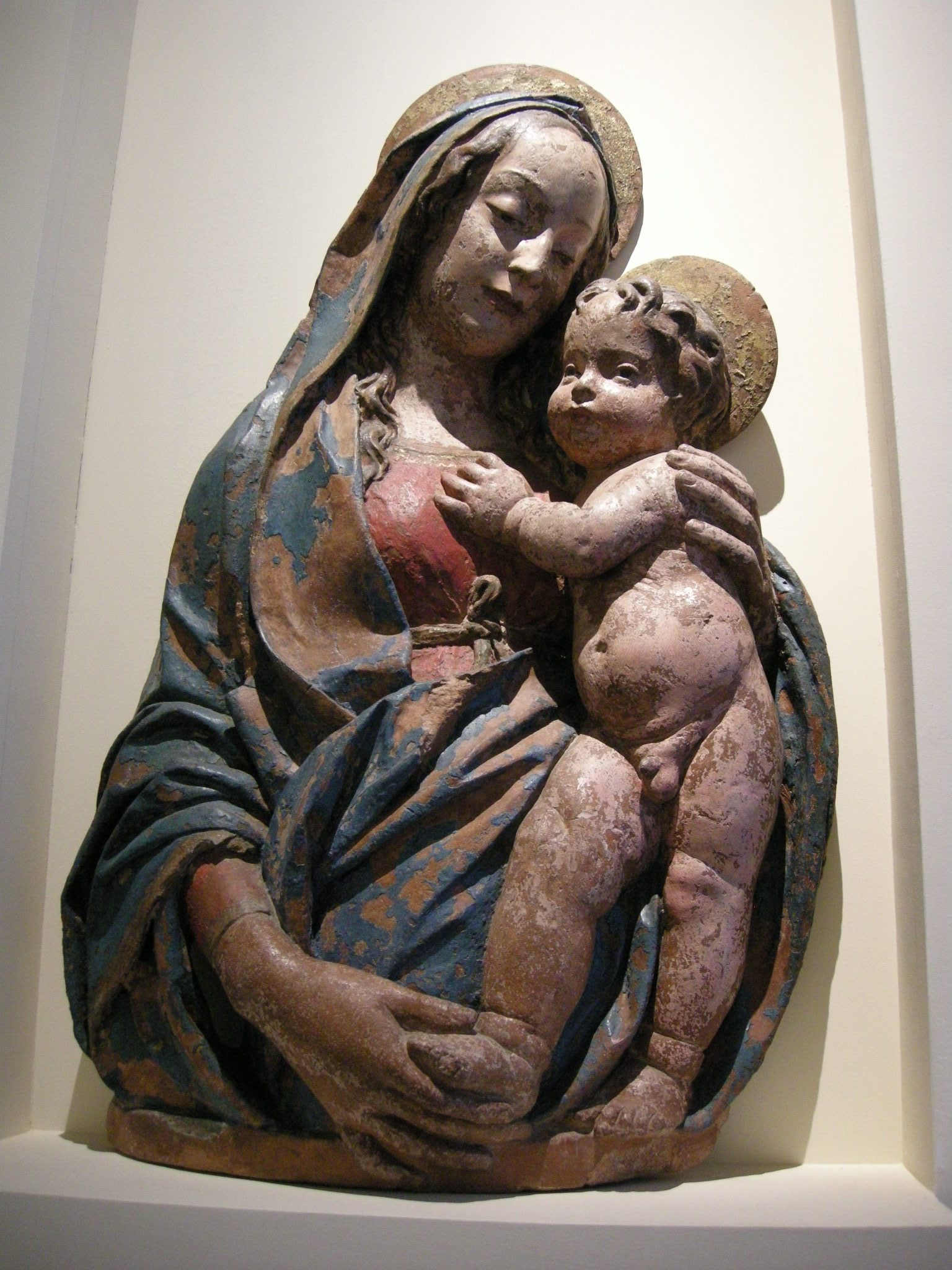
Madonna e o Menino, c. 1495

Matteo Civitali (Lucca, 1436 – Lucca, 1502) foi um escultor e arquiteto da Itália.
Foi a principal figura da escola renascentista de Lucca. Só começou a se dedicar à escultura após os 40 anos, tendo sido antes um barbeiro-cirurgião. Estudou em Florença com Antonio Rossellino e Mino da Fiesole. Suas principais obras estão na Catedral de Lucca, incluindo o Altar de São Romano, a Tumba de Pietro Noceto, um São Sebastião e o "tempietto", construído em 1484 para receber a Santa Face de Lucca. Também fez esculturas de Adão, Eva, Abraão e vários santos para a Catedral de Gênova.